# 다이도우지 토모요
다이도우지 토모요(大道寺 知世, 번안: 신지수)는 《카드캡터 사쿠라》의 등장인물이다. 집안 대대로 재벌 출신인 아가씨이며, 사쿠라(번안: 유체리)의 가장 친한 단짝으로 사쿠라가 ‘카드 캡터’로 활동할 때 입는 모든 옷을 만들어 준다.

## 개요
토모요의 어머니인 다이도우지 소노미(번안: 임창하)의 결혼전 성은 ‘아마미야’로 아마미야 그룹에서부터 재벌이자, 소노미 본인도 장난감 회사 ‘다이도우지 토이즈 코퍼레이션’의 사장으로서, 토모요는 집안 대대로 재벌 출신인 아가씨이다. 사쿠라와 토우야(번안: 유도진)와는 육촌 친척이며, 허리까지 오는 긴 머리를 유지하고 있는데, 이는 소노미가 토모요를 자신의 사촌자매인 나데시코(번안: 임소하)의 머리 스타일과 같이 꾸민 것이다.

다정하고 상냥한 성격으로 타인의 마음을 잘 배려하며, 관찰력이 좋아 상대방이 현재 누구를 좋아하고 있는지 사람의 마음을 잘 알아챈다. 합창부 소속으로 노래를 잘 부르며, 다양한 콩쿠르에서 우승한 경험이 있다. 일본어의 말투 중 아가씨의 어조로 말하며, 종종 여자 경호원을 대동하고 다니기도 한다. 평소 차분한 성격이지만, 친구 이상으로 좋아하는 사쿠라의 카드캡터 활동을 비디오카메라로 촬영하는 것을 좋아해 그와 관련 된 일에는 감정적인 모습으로 변한다.

사쿠라가 크로우 카드를 모으고 있다는 것은 주변인들에게 비밀이지만, 친구인 토요모는 사쿠라가 '카드 캡터'인 것을 알고있으며, 사쿠라가 카드 캡터로 활동할 때 입는 모든 옷을 만들어 준다.

클리어 카드 편에서는 사쿠라와 같은 토모에다 중학교 1학년 2반으로 초등학교에 이어서 같은 합창부 소속이다.

### 내용주
1. ↑  원작인 만화책에서는 사쿠라가 날개 카드인 '플라이'를 봉인할 때 토모요와 함께 하지만, 애니메이션에서는 사쿠라가 플라이를 쓰는 것을 토모요가 발견 하고 비디오로 녹화한 것을 사쿠라에게 보여주며 정체를 발각 당한다. 《카드캡터 체리 1권》 56쪽 ISBN 9788953233836. 《카드캡터 사쿠라》. 제 2 화 사쿠라의 멋진 친구들

### 참조주
1. ↑  ISBN ‭2003310011702‬
2. 1 2 3 4 5 6 7 8 9 10 11  《카드캡터 사쿠라》. ISBN 9788925832067. 서울문화사. 1권 69쪽.
3. ↑  《카드캡터 사쿠라》. ISBN 2003310011719. 서울문화사. 2권 65쪽.